# イワン・チテンコフ
イワン・チテンコフ（Ivan Valerevich Titenkov、1969年4月7日 - ）は、ロシアの空手家。モスクワ出身。
格闘技指導者としての18年以上のキャリアを持ち、芦原空手の世界大会優勝者であるほか、芦原空手ロシア大会、極真会館|極真空手 ロシア大会、大山空手 ロシア大会などで、数多くの優勝を成し遂げている。また、水球のスポーツマスター候補であるとともに芦原国際空手の六段位を持つ。2005年には、国際協会である"мікс файт Тсу Шин Ген"の上級講師を務めた。

## バイオグラフィー
イワン・チテンコフは、1969年4月7日にソビエト連邦で生まれた。少年時代には、総合格闘技を公立学校を卒業するまでの期間に学んでいる。
1986年から1988年にかけて、チテンコフはロシア軍に所属し、初年度は海軍のCSKAモスクワに、その後は ロシア海軍航空隊に配属された。その後、1993年にモ スクワ工科大学 の写真学科を卒業した。1999年には、チテンコフはロシア連邦体育アカデミー職員の訓練を行った。
「幸福は善であり生涯の友」がモットー。

## スポーツキャリア
チテンコフが東洋武術を始めたのは1979年から1981年頃のことである。その頃、チテンコフの兄は空手へ真剣に取り組んでおり、極真空手を習得していたのが、空手を始めたきっかけになったという。当初、チテンコフは水球のチーム"Moskvich"に所属し、練習へ活発に励んでいた。11歳の頃から始めたこれらスポーツにより、チテンコフは種々のユース大会、ジュニア大会で数多くの活躍を残し、モスクワで行われたソビエト連邦選手権大会でも優勝を果たしている。後にはソビエト連邦スポーツマスターの候補となった。
チテンコフにとって、空手は他の競技よりも面白かった。チテンコフは水球に励むさなか、極真空手に大きな関心を寄せた後に入会し、競技空手を学んだ。他のスポーツにはごく一部を除いて手を出さず、空手一筋であった。軍に所属して以降は、入隊直後こそ若者特有の情熱ゆえに熱心に取り組んだが、その後徐々に疎かになっていった。さらに、1988年のCSKAモスクワの人員削減と、軍隊での半月板損傷によって、チテンコフは水球を辞める事を余儀なくされた。しかし、軍隊時代も悪い事ばかりではなかった。チテンコフは軍隊に所属した期間のうちの2年にわたり、モスクワにおける最高のゴールキーパーであると評価されたのである。
膝を痛めたチテンコフであったが、それでもスポーツや身体活動を行わずに生活する事はできなかった。その後しばらくして、軍がチテンコフのスポーツ禁止を解除し、膝の怪我が癒えた彼をインストラクターに就任させた。チテンコフは極真空手最初の専門インストラクターとなり、優れた指導を行うようになった。Yuri Pavlovich KhrenovaとMichael A. Weaverは、チテンコフとともにグループを結成し、後にインストラクターとして共に指導を行った人物である。この二人からチテンコフは6か月の指導を受けた後、試合を行って困難の末に彼らに打ち勝った。チテンコフはこの半年の訓練と、水球のキーパーとしての評価や、トレーナーの立場に馴染んでいた。1990年以来、チテンコフは自身に対しストイックな姿勢で仕事に打ち込み、トーナメントにも定期的に出場した。1991年には極真空手のロシア支部大会で優勝している。
一方で、チテンコフは芦原空手の指導をMichael A. Weaverから受けた。1991年に彼は、世界で最も有名な武道の達人であるDavid Cook主催のオープンセミナーに招待されており、そのためロシアだけでなくヨーロッパでも芦原空手の先駆者として名を知られていた。
2年間にわたる芦原空手のトレーニングを経て、チテンコフの腕は五段に達していた。しかし、セミナーでのDavid Cookの勧めもあり、チテンコフは新たな未知の技術を常に学ぶため、極真空手との付き合いを失わないように努めた。そのためチテンコフは、双方の大会に参加するため数多くの大会に出場する事となった。
しかし、チテンコフは芦原空手を次々と習得していくとともに、段々と極真空手へは行かないようになっていった。極真空手の最終段位は三級であるが、それ以降チテンコフは型を含めた極真空手全体に対する探求心を失った。ただし、後年になってから極真空手の四段位をCrister bloomingから受けている。
しかしながら、その時チテンコフは既に五段位を芦原空手より受けていた。チテンコフはその技量からすぐにblooming館長から注目を受け、偉大な達人である館長と良い友人となった。ヨーロッパにおける芦原空手の国際組織は、1995年以降はDavid Cookとチテンコフの二人をリーダーとして、芦原空手の学校組織の運営指導を行っている。
2002年、チテンコフは、宗家であるDavid Cookとの協力により、自己流の包括的な戦闘システムである「TSU Shin Gen」を開発し、数軒の道場をモスクワに開設した。

## 業績
訳者注：本項目では、Чемпионата（Championship）を優勝者、Победитель（winner）を勝者と訳した。なお、Победитель（winner）には1回戦勝利者から優勝者までが含まれるが、以下の業績がそのうちのいずれに該当するのかは明確でない。
- 1991年： 極真空手のロシア支部大会優勝
- 1991年： 極真空手の北西連邦管区優勝者
- 1992年： 極真空手ロシア支部のクラスノヤルスク大会で優勝
- 1992年： 芦原空手ロシア支部のモスクワ大会で優勝
- 1992年： 芦原空手ロシア支部のサマーラ大会で優勝
- 1993年： 芦原空手ロシア支部のサマーラ大会で優勝
- 1993年： ロシアのキエフで行われた拳法の国際トーナメント大会で勝利
- 1993年： モルドバのキシナウで行われた芦原空手大会で優勝
- 1993年： ロシアのエレツで行われた芦原空手のトーナメントで勝利
- 1994年： 芦原空手のモスクワ地区優勝者
- 1994年： オランダのハーグで行われた大山空手のヨーロッパ選手権で優勝
- 1994年： ロシアのCSKAモスクワにおける、芦原空手ロシア支部のトーナメント大会勝者
- 1994年： モスクワの極真空手IFKの優勝者
- 1995年： 芦原空手のオランダ大会勝者
- 1996年： サンクトペテルブルクで行われた大山空手の大会で優勝
- 1997年： トルコのイスタンブールで開催された、芦原空手のヨーロッパ・アジア選手権トーナメントの勝者
- 1997年： ロシアのトヴェリで行われた芦原空手の大会勝者
- 1998年： 芦原空手のモスクワ大会トーナメント勝者。
- 1998年： デンマークの基礎自治体の1つであるビボーで行われた芦原空手世界大会の勝者
- 1998年： モスクワで行われた芦原空手の国際トーナメント"Capitals Cup, Moscow, DS Dynamo"の勝者
- 1999年： 大山空手の第四回ロシア大会の勝者
- 1999年： 芦原空手ロシア支部のサンクトペテルブルク大会勝者
- 2001年： 芦原空手ロシア支部のヴォロネジ大会の勝者
- 2001年： ロシアのCSKAモスクワにおける、芦原空手ロシア支部の10周年記念の"Capital Cup"トーナメント勝者
- 2001年、2002年、2003年： デンマークの基礎自治体の1つであるビボーで行われた芦原空手世界大会の勝者
- 2003年： 芦原空手ロシア支部のモスクワ大会勝者
- 2006年： 芦原空手ロシア支部のモスクワ大会で優勝
- 2007年： モスクワで行われた大会にて、空手の演武で優勝